# 사라 스틸
세라 스틸(Sarah Steele, 1988년 9월 16일 ~ )은 미국의 배우이다.
피츠버그에서 태어났다.

## 출연 작품

### 영화
- 스팽글리쉬 (2004)
- The Good Student (2006)
- 럭키 원스 (2008, The Lucky Ones)
- My Father's Will (2009) - 낸시 역
- 뉴욕에서 착하게 살아가는 법 (2010, Please Give)
- 마가렛 (2011) - 베키 역
- Last Kind Words (2012)
- 더 투 두 리스트 (2013) - 웬디 역
- The Mend (2014) - 세라 역
- All Relative (2014) - 베스 역
- 퍼미션 (2017) - 스티비 역
- 설득의 신 (2017, Speech & Debate)
- 비엔나 앤 더 팬텀즈 (2020, Viena and the Fantomes)

### 텔레비전
- 굿 와이프 (2011-16)
- 굿 파이트 (2017-22)